# بنستان جلیل
بنستان جلیل، روستایی از توابع بخش سپیدار شهرستان بویراحمد در استان کهگیلویه و بویراحمد ایران است.

## جمعیت
این روستا در دهستان سپیدار قرار دارد و براساس سرشماری مرکز آمار ایران در سال ۱۳۸۵، جمعیت آن ۶۶ نفر (۱۱خانوار) بوده‌است.